# Ly-Fontaine
Pour les articles homonymes, voir Fontaine.
Ly-Fontaine est une commune française située dans le département de l'Aisne, en région Hauts-de-France.

## Géographie

### Communes limitrophes
|            | Hinacourt   | Benay          |
| Gibercourt | Ly-Fontaine | Moy-de-l'Aisne |
|            | Remigny     | Vendeuil       |

Ly-Fontaine est un village situé à 5 km à l'ouest de Moÿ-de-l'Aisne, à 16 km au sud de Saint-Quentin et à 35 km à l'ouest de Laon. Il est situé sur la route de Ribemont à Chauny par Montescourt-Lizerolles; en passant par Origny-Sainte-Benoite et le vert Chasseur sur la route de Saint-Quentin à la Fère ; Ly-Fontaine forme un centre autour duquel se trouve Cerisy, Benay, Gibercourt, Hinacourt, Remigny, Vendeuil et Moÿ.
C'est dans ce vallon que se trouvait le cimetière « Le Piteux » dans lequel furent inhumés une grande partie des soldats qui moururent le 10 août 1557 à la bataille de Saint-Quentin.

### Hydrographie
La commune est située dans le bassin Seine-Normandie. Elle n'est drainée par aucun cours d'eau,.

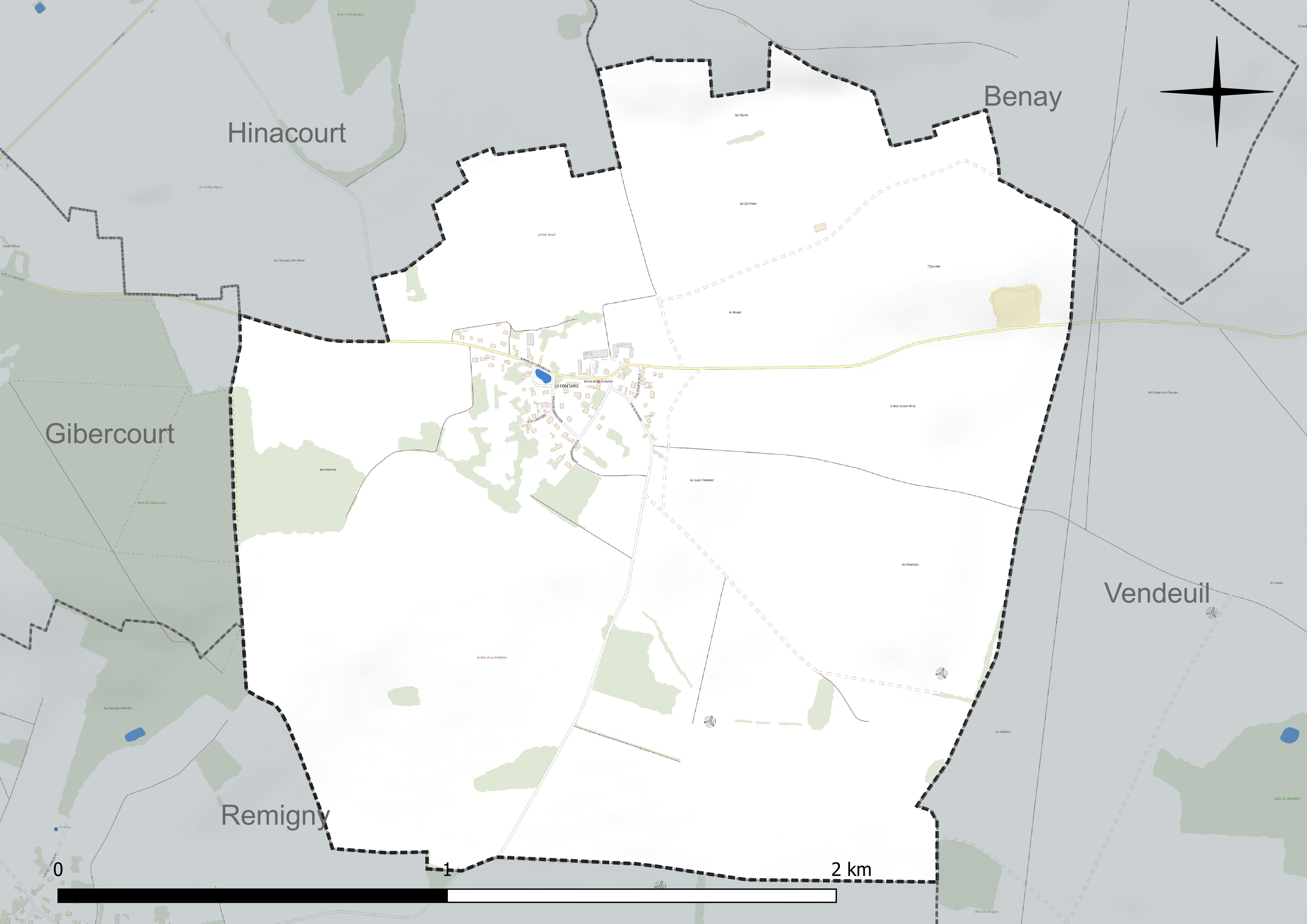
Réseau hydrographique de Ly-Fontaine.

### Climat
Pour des articles plus généraux, voir Climat des Hauts-de-France et Climat de l'Aisne.
En 2010, le climat de la commune est de type climat océanique dégradé des plaines du Centre et du Nord, selon une étude du CNRS s'appuyant sur une série de données couvrant la période 1971-2000. En 2020, Météo-France publie une typologie des climats de la France métropolitaine dans laquelle la commune est dans une zone de transition entre le climat océanique et le climat océanique altéré et est dans la région climatique Nord-est du bassin Parisien, caractérisée par un ensoleillement médiocre, une pluviométrie moyenne régulièrement répartie au cours de l'année et un hiver froid (3 °C).
Pour la période 1971-2000, la température annuelle moyenne est de 10,4 °C, avec une amplitude thermique annuelle de 14,7 °C. Le cumul annuel moyen de précipitations est de 703 mm, avec 11,5 jours de précipitations en janvier et 8,9 jours en juillet. Pour la période 1991-2020, la température moyenne annuelle observée sur la station météorologique la plus proche, située sur la commune de Fontaine-lès-Clercs à 10 km à vol d'oiseau, est de 10,8 °C et le cumul annuel moyen de précipitations est de 683,4 mm,. Pour l'avenir, les paramètres climatiques de la commune estimés pour 2050 selon différents scénarios d'émission de gaz à effet de serre sont consultables sur un site dédié publié par Météo-France en novembre 2022.

## Urbanisme

### Typologie
Au 1er janvier 2024, Ly-Fontaine est catégorisée commune rurale à habitat dispersé, selon la nouvelle grille communale de densité à 7 niveaux définie par l'Insee en 2022.
Elle est située hors unité urbaine. Par ailleurs la commune fait partie de l'aire d'attraction de Saint-Quentin, dont elle est une commune de la couronne,. Cette aire, qui regroupe 120 communes, est catégorisée dans les aires de 50 000 à moins de 200 000 habitants,.

### Occupation des sols
L'occupation des sols de la commune, telle qu'elle ressort de la base de données européenne d'occupation biophysique des sols Corine Land Cover (CLC), est marquée par l'importance des territoires agricoles (89,5 % en 2018), une proportion identique à celle de 1990 (89,5 %). La répartition détaillée en 2018 est la suivante : 
terres arables (89,5 %), zones urbanisées (8,1 %), forêts (2,3 %).
L'évolution de l'occupation des sols de la commune et de ses infrastructures peut être observée sur les différentes représentations cartographiques du territoire : la carte de Cassini (XVIIIe siècle), la carte d'état-major (1820-1866) et les cartes ou photos aériennes de l'IGN pour la période actuelle (1950 à aujourd'hui).

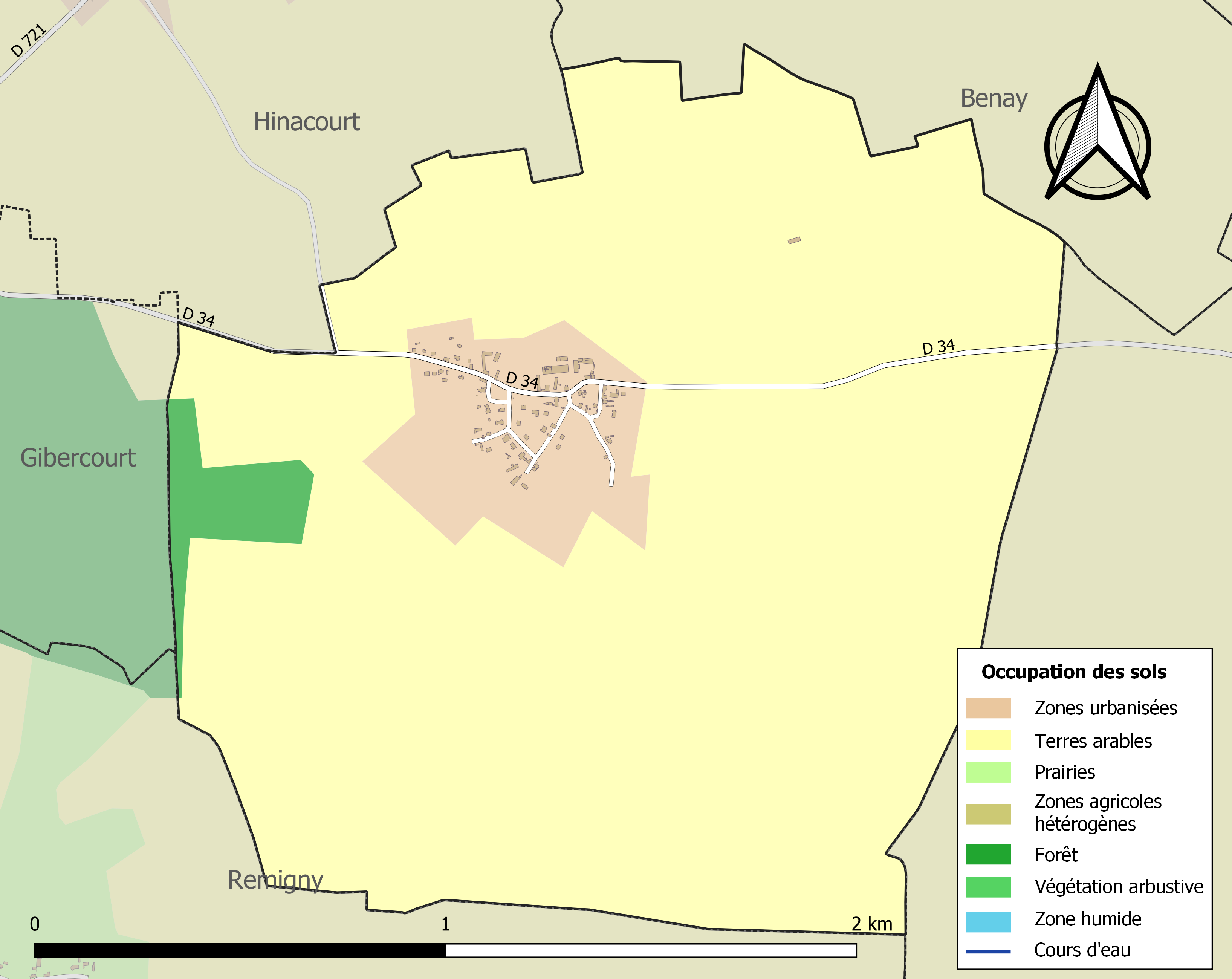
Carte de l'occupation des sols de la commune en 2018 (CLC).

## Toponymie
Le nom de la localité est attesté sous les formes Liffontaine(1560) ; Lisfontaine (1709) ; Lifontaine (1793) ; Lyfontaine (1801).

## Histoire

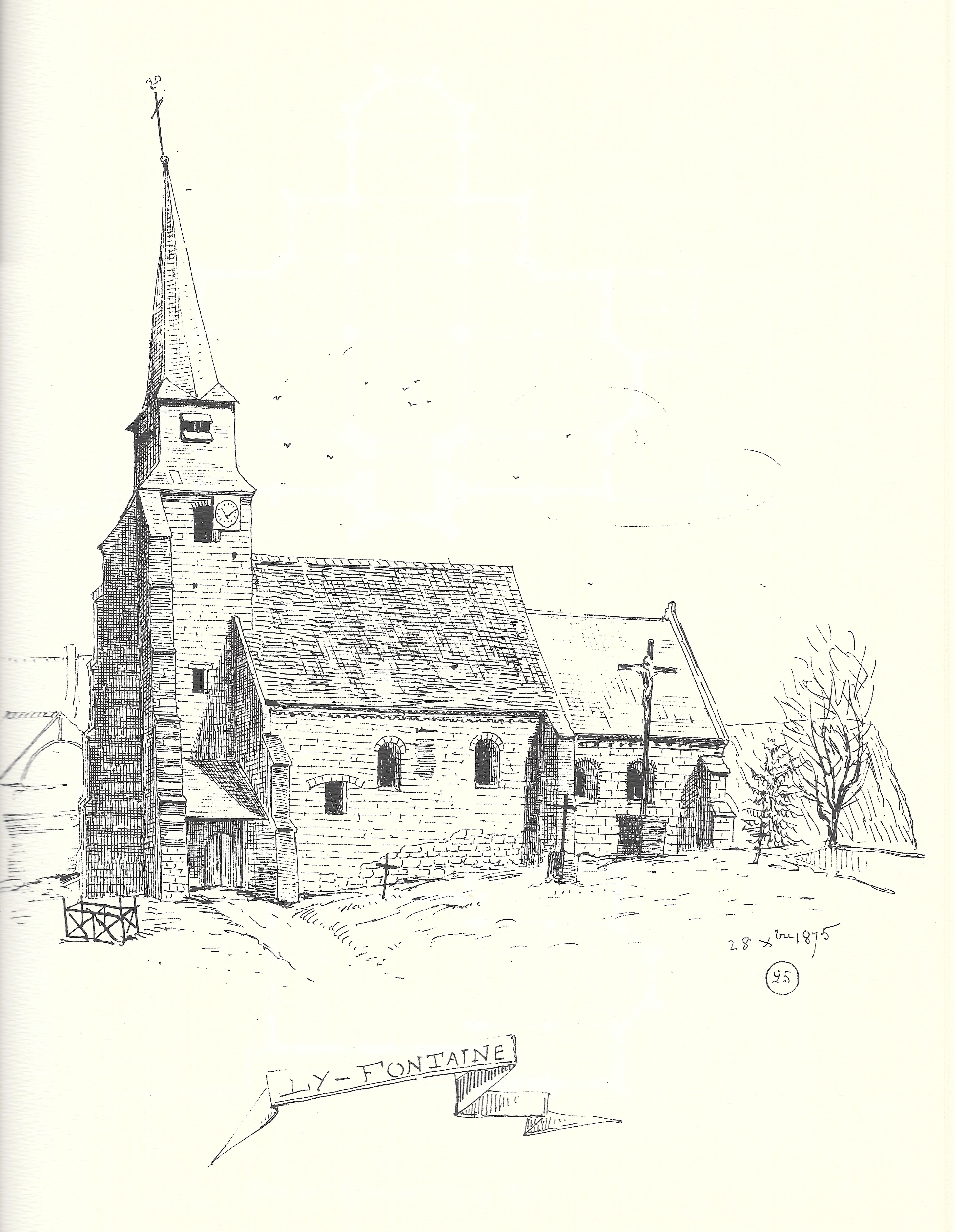
L'église en 1875
(dessin de Joachim Malézieux (1851-1906)).

Ly-Fontaine faisait partie autrefois de l'ancien Vermandois et, avant la Révolution, de la généralité de Soissons et du bailliage de Saint-Quentin, de l'élection et du diocèse de Noyon. Avant la Révolution ce village dépendait de la chatellenie de Vendeuil. Il fait partie maintenant de l'arrondissement de Saint-Quentin, du canton de Ribemont et du diocèse de Soissons.
Le 30 septembre 1562, une délibération du prince de Viane futur Henry IV accorde une concession de deux chênes aux habitants de Ly-Fontaine « à prix gracieux et raisonnable, pour pendre leurs cloches nouvellement fondues ».
Au sud-est de Ly-Fontaine, sur le chemin de Remigny, s'élève un calvaire entouré d'arbres. L'espace, qui s'étend de cet endroit jusque du côté de Vendeuil et Moy, était autrefois couvert de bois. C'était une partie de la forêt de Cerisy qui s'avançait des bords de l'Oise du côté d'Alaincourt, Moy, Vendeuil, Travecy, Liez, Remigny. Si l'on en croit certaines légendes quelque peu obscures, Ly-Fontaine se trouvait primitivement aux environs du calvaire, et le premier cimetière était situé sur le chemin de Rémigny. Des personnes peut être mieux renseignées affirment que le calvaire a une origine moderne et que le premier qui a été élevé à cet endroit était destiné à rappeler le souvenir d'un accident qui a eu lieu dans le voisinage.
En 1880, on trouvait dans le village, huit cultivateurs, un boulanger, un bourrelier, une machine à battre, un maçon, deux menuisiers, deux sabotiers, un brodeur, trois propriétaires rentiers, un horloger, et un fabricant de fromages : Sosthène Leroy, propriétaire de la ferme dite du Moulin, dont les produits jouissent d'une réputation des mieux mérités. Une jolie étiquette sur fond rouge et bleu, encadrée d'un double filet bleu avec impression en diverses couleurs entourant un bœuf au pâturage, indique la provenance de ces fromages que tout le monde aime et recherche à Saint-Quentin.
On ne connaît que des anciens seigneurs de Ly-Fontaine. En 1407 : Jean de Béthune, seigneur de Ly-Fontaine et de Remigny. En 1470 : M. Fizeaux de Clémont. En 1780 : M. de Brienne.
La municipalité de composait vers 1880 de messieurs Désiré Waflart ; maire, Sosthène  Leroy, adjoint ; Charles Leroy, Jules Ledoux, Eustache Pommery , Charles Germain, Jean-Louis Monoury , et Léon-Jules Beaurain, conseillers municipaux.
Il y avait à Ly-Fontaine une cendrière ou l'on extrayait annuellement 35 000 hectolitres d'un produit brut de 6 000 francs de l'époque.
Ly-Fontaine possédait  une subdivision  des sapeurs pompiers.
La guerre de 1914-1918 à Ly-Fontaine
Situé à la sortie de Ly-Fontaine, le monument aux morts et ossuaire de Ly-Fontaine, édifié en 1921, marque l'endroit où reposent 46 soldats français inhumés en 1914.
Il est également le monument aux morts du village.
On peut y lire : « A la mémoire glorieuse des enfants de Ly-Fontaine et des soldats tombés sur son territoire le 29 août 1914 et en avril 1917. Morts pour la France ». Sur d'autres plaques figurent les noms des huit enfants du village morts au cours de la Grande Guerre, ceux des 46 soldats inhumés en ce lieu ainsi que ceux des quinze hommes qui reposent dans le cimetière communal (tués en avril 1917).
Rien n'indique que ces hommes faisaient partie du 236e régiment d'infanterie (formé à Caen) mais le 29 août 1914, c'est ce régiment, avec l'ordre de prendre Hinacourt et Benay, mais aussi de garder les passages de l'Oise, qui livra bataille en ces lieux, en particulier sa 23e compagnie qui, sous les ordres du capitaine de Breuvery, résista pendant deux heures aux attaques de trois bataillons allemands. Cette résistance, dans le cadre de la bataille dite de Guise, permit au régiment de se replier sur Vendeuil, La Fère, Moy et Renansart.
En avril 1917 ce régiment revint quelques jours dans le secteur, après le recul allemand sur la ligne Hindenburg.
Aujourd'hui, cet endroit est considéré comme nécropole nationale.

## Politique et administration

### Découpage territorial
La commune de Ly-Fontaine est membre de la communauté de communes du Val de l'Oise, un établissement public de coopération intercommunale (EPCI) à fiscalité propre créé le 1er janvier 2014 dont le siège est à Mézières-sur-Oise. Ce dernier est par ailleurs membre d'autres groupements intercommunaux.
Sur le plan administratif, elle est rattachée à l'arrondissement de Saint-Quentin, au département de l'Aisne et à la région Hauts-de-France. Sur le plan électoral, elle dépend du  canton de Ribemont pour l'élection des conseillers départementaux, depuis le redécoupage cantonal de 2014 entré en vigueur en 2015, et de la deuxième circonscription de l'Aisne  pour les élections législatives, depuis le dernier découpage électoral de 2010.

### Administration municipale
| Période                                  | Période                       | Identité           | Étiquette | Qualité                                              |
| ---------------------------------------- | ----------------------------- | ------------------ | --------- | ---------------------------------------------------- |
| Les données manquantes sont à compléter. |                               |                    |           |                                                      |
| avant 1988                               | ?                             | Georges Laurence   |           |                                                      |
| mars 2001                                | mars 2008                     | Christian Laurence |           |                                                      |
| mars 2008                                | mars 2014                     | Gaëtan De Vulder   |           |                                                      |
| mars 2014                                | En cours (au 12 juillet 2020) | Jérôme Vasseur     | SE        | Professeur des écoles Réélu pour le mandat 2020-2026 |

## Démographie
En 1760, on  trouvait au village 66 feux (c'est-à-dire 66 familles).
L'évolution du nombre d'habitants est connue à travers les recensements de la population effectués dans la commune depuis 1793. Pour les communes de moins de 10 000 habitants, une enquête de recensement portant sur toute la population est réalisée tous les cinq ans, les populations de référence des années intermédiaires étant quant à elles estimées par interpolation ou extrapolation. Pour la commune, le premier recensement exhaustif entrant dans le cadre du nouveau dispositif a été réalisé en 2005.

En 2022, la commune comptait 118 habitants, en évolution de −4,07 % par rapport à 2016 (Aisne : −1,97 %, France hors Mayotte : +2,11 %).
| 1793 | 1800 | 1806 | 1821 | 1831 | 1836 | 1841 | 1846 | 1851 |
| ---- | ---- | ---- | ---- | ---- | ---- | ---- | ---- | ---- |
| 252  | 283  | 283  | 293  | 328  | 334  | 347  | 342  | 365  |

| 1856 | 1861 | 1866 | 1872 | 1876 | 1881 | 1886 | 1891 | 1896 |
| ---- | ---- | ---- | ---- | ---- | ---- | ---- | ---- | ---- |
| 327  | 324  | 297  | 298  | 300  | 263  | 228  | 235  | 229  |

| 1901 | 1906 | 1911 | 1921 | 1926 | 1931 | 1936 | 1946 | 1954 |
| ---- | ---- | ---- | ---- | ---- | ---- | ---- | ---- | ---- |
| 216  | 185  | 169  | 100  | 108  | 80   | 80   | 98   | 93   |

| 1962 | 1968 | 1975 | 1982 | 1990 | 1999 | 2005 | 2006 | 2010 |
| ---- | ---- | ---- | ---- | ---- | ---- | ---- | ---- | ---- |
| 90   | 83   | 89   | 77   | 72   | 87   | 101  | 104  | 120  |

| 2015 | 2020 | 2022 | - | - | - | - | - | - |
| ---- | ---- | ---- | - | - | - | - | - | - |
| 124  | 118  | 118  | - | - | - | - | - | - |

## Lieux et monuments
- L'église Saint-Jacques-et-Saint-Christophe est un monument qui attire l'attention. Certaines parties sont anciennes, notamment celle qui forme le chœur. C'était certainement de ce côté que se trouvait primitivement le portail, c'est-à-dire l'entrée principale de l'église. Intérieurement et extérieurement, le chœur paraît remonter au XVIe et au XVIIe siècle. D'ailleurs, une inscription indiquait que l'intérieur de l'église a été édifié en 1663 par le curé de cette paroisse. Le clocher forme une lourde tour carrée dans le genre de celle de Remigny, d'Essigny. On dit que cette tour remonte à 1774, mais elle paraissait plus ancienne ; ce qui est moderne, c'est le clocher et sa flèche, une charpente recouverte d'ardoise, assez haute.

Intérieurement, on trouve un bas-côté seulement soutenu par une seule colonne ce qui produit un effet un peu étrange sur le visiteur qui voit l'église pour la première fois ; sur le maître-autel, on remarque de chaque côté deux belles statues celles de saint Jacques et de saint Christophe ; le sommet intérieur de l'église très habilement voûté produit un bel effet.
Les fonts baptismaux sont anciens mais très simples. La cuve et le socle sont en pierre blanche, sur laquelle le temps a marqué son empreinte.
- Il y a de belles maisons à Ly-Fontaine et une belle place publique. Cette place est vaste, et l'on y voit à l'extrémité sud un abreuvoir qui doit être rarement à sec, et qui paraît alimenté par les eaux pluviales mais aussi par les mêmes eaux de sources que celles qui forment les fontaines du voisinage.
- La mairie et l'école se trouvent sur cette place à droite en allant vers Moÿ. C'est un bâtiment avec un étage, mais sans caractère particulier ; des peupliers sont plantés sur la partie ouest de la place qui fait suite à la mairie et à l'école.
- Au village : le monument aux morts.
- À la sortie du village : le monument aux morts et ossuaire de Ly-Fontaine.
- Le monument aux aviateurs tombés le 18 avril 1944.

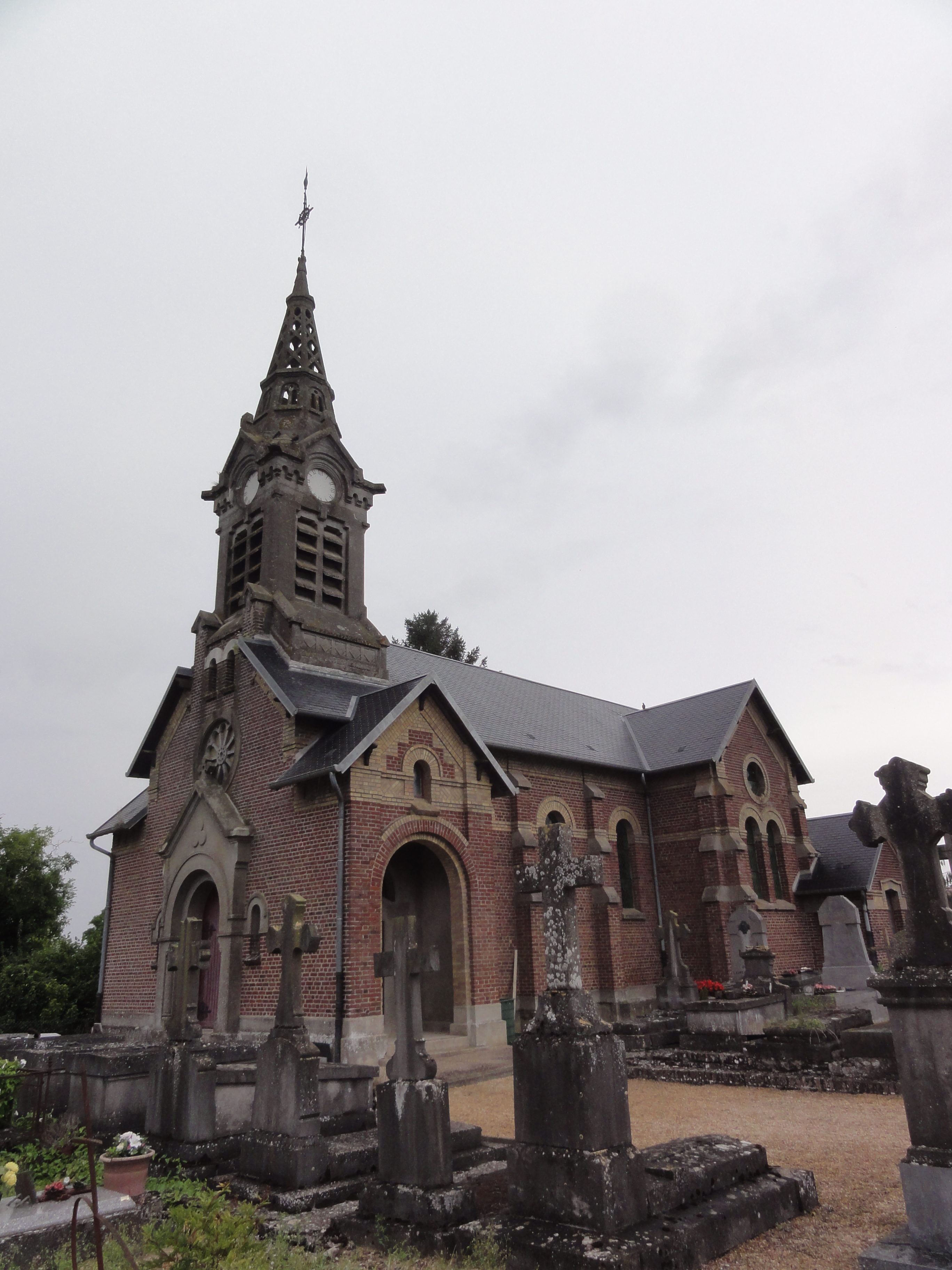
Église Saint-Jacques-et-Saint-Christophe.
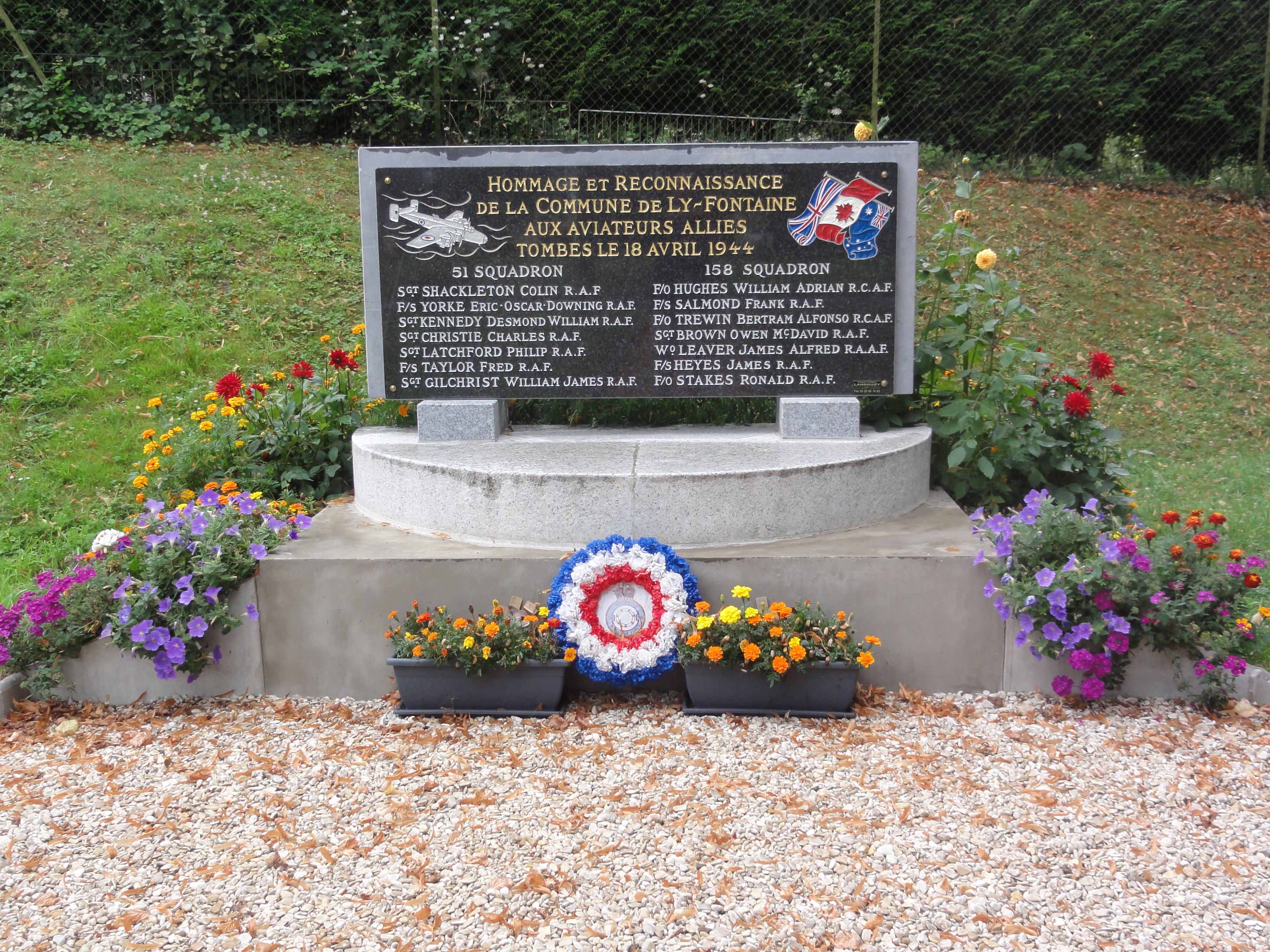
Monument aux aviateurs.

## Personnalités liées à la commune
- Louis Brassart-Mariage (1875-1933), architecte de l'église.